# Nessuno mi salverà
Nessuno mi salverà (The Sniper) è un film del 1952 diretto da Edward Dmytryk.

## Trama
Eddie Miller è un reduce di guerra che ha trovato lavoro come fattorino in una grande tintoria. Vive da solo in una camera ammobiliata e lotta con il suo odio per le donne. Se si sente attratto da una donna che si rivela irraggiungibile, tende a vederla come un affronto personale. Con la sua carabina di precisione, una Winchester M1, negli accessi di crisi spara da lontano alle sue vittime, determinando un allarme nella città. Miller è consapevole del suo disturbo psicologico e, per autopunirsi, si provoca delle ustioni premendo la mano destra su un fornello nella speranza di non essere più in grado di sparare. Il medico che lo prende in cura in un pronto soccorso si rende conto del suo bisogno di aiuto, ma è troppo impegnato per dedicargli attenzione psicologica. Miller invia anche una lettera alla polizia minacciando altri crimini e implorando di essere arrestato prima che possa farlo. Grazie a questo messaggio e alle conseguenze delle ustioni, uno psicologo traccia un suo rudimentale profilo che metterà finalmente la polizia sulle sue tracce. Gli agenti lo troveranno disperato nella sua stanza, seduto sul letto in preda al pianto.

## Produzione
Nessuno mi salverà fu distribuito nelle sale dopo l'ostracismo decretato contro Edward Dmytryk per aver fatto parte dei "dieci di Hollywood" che si erano rifiutati di rispondere alla Commissione per le attività antiamericane. Il film fu girato più o meno contemporaneamente a Gli ammutinati dell'Atlantico e faceva parte di un gruppo di tre film a basso costo che il produttore Stanley Kramer gli affidò appena dopo che aveva terminato di scontare quattro mesi e mezzo nel carcere di Millspoint (Virginia Occidentale).